# 1744
- Wikisource

| Calendário gregoriano                                                        | 1744 MDCCXLIV                        |
| Ab urbe condita                                                              | 2497                                 |
| Calendário arménio                                                           | 1193 – 1194                          |
| Calendário bahá'í                                                            | -100 – -99                           |
| Calendário budista                                                           | 2288                                 |
| Calendário chinês                                                            | 4440 – 4441 Início a 13 de fevereiro |
| Calendário copta                                                             | 1460 – 1461                          |
| Calendário etíope                                                            | 1736 – 1737                          |
| Calendários hindus - Vikram Samvat - Calendário nacional indiano - Cáli Iuga | 1799 – 1800 1665 – 1666 4844 – 4845  |
| Calendário Holoceno                                                          | 11744                                |
| Calendário islâmico                                                          | 1157 – 1158                          |
| Calendário judaico                                                           | 5504 – 5505                          |
| Calendário persa                                                             | 1122 – 1123                          |
| Calendário rúnico                                                            | 1994                                 |
| Calendário solar tailandês                                                   | 2287                                 |

1744 (MDCCXLIV, na numeração romana) foi um ano bissexto, de 366 dias, do Calendário Gregoriano, as suas letras dominicais foram  E e D, teve 53 semanas, teve início a uma quarta-feira, e terminou a uma quinta-feira.
| Ano completo                           |
| -------------------------------------- |
| Ano bissexto com início à quarta-feira |

## Eventos
- Os ingleses descobrem as minas do Palhal, em Ribeira de Fráguas.
- Fim do reinado de Ngawang Gyaltshen, Desi Druk do Reino do Butão.
- Inicio do reinado de Sherab Wangchuck, Desi Druk do Reino do Butão, reinou até 1763.
- Fim das obras iniciadas em 1719 do Solar do abastado proprietário Manuel Avelar, que actualmente é a Câmara Municipal de Velas.[1]

## Outubro
- 5 de Outubro – Um Ciclone tropical causa grandes cheias nos Açores causando cheias, na ilha do Pico, na Prainha do Galeão morreram 7 pessoas arrastadas para o mar; na Prainha do Norte, 6 pessoas e outras 5 pereceram em São Roque do Pico. Na ilha de São Miguel também houve mortes em Água de Pau e nos Fenais da Ajuda.

## Nascimentos
- 23 de fevereiro - Mayer Amschel Rothschild, banqueiro alemão de origem judaica (m. 1812).
- 22 de novembro - Abigail Smith Adams, Ex-primeira-dama dos Estados Unidos (m. 1818).
- ?  - Johann III Bernoulli, matemático suíço (m. 1807)

Jean Baptiste Lamarck
- ? - Inácio José de Alvarenga Peixoto - Escritor e político brasileiro. (m. 1793)

## Mortes
- 29 de fevereiro - John Theophilus Desaguliers, filósofo francês (n. 1683).
- 25 de abril - Anders Celsius, astrônomo sueco.

## Por tema
- 1744 na ciência
- 1744 na literatura